# Sede titolare di Pelusio dei Greco-Melchiti
Pelusio dei Greco-Melchiti (in latino: Pelusiotana Graecorum Melkitarum) è una sede titolare della Chiesa cattolica.
Dal 9 febbraio 2006 l'arcivescovo titolare è Georges Michel Bakar, Ist. del Prado, già vescovo ausiliare del patriarcato di Antiochia dei melchiti per i territori di Egitto, Sudan e Sud Sudan.

## Cronotassi degli arcivescovi titolari
- Pierre Kamel Medawar, S.M.S.P. † (13 marzo 1943 - 27 aprile 1985 deceduto)
- Isidore Battikha, B.A. (25 agosto 1992 - 9 febbraio 2006 nominato arcieparca di Homs)
- Georges Michel Bakar, Ist. del Prado, dal 9 febbraio 2006